# Caulanthus amplexicaulis
Caulanthus amplexicaulis är en korsblommig växtart som beskrevs av Sereno Watson. Caulanthus amplexicaulis ingår i släktet Caulanthus och familjen korsblommiga växter. Inga underarter finns listade i Catalogue of Life.